# Syngrapha quadriplaga
Syngrapha quadriplaga là một loài bướm đêm trong họ Noctuidae.